# Martincho

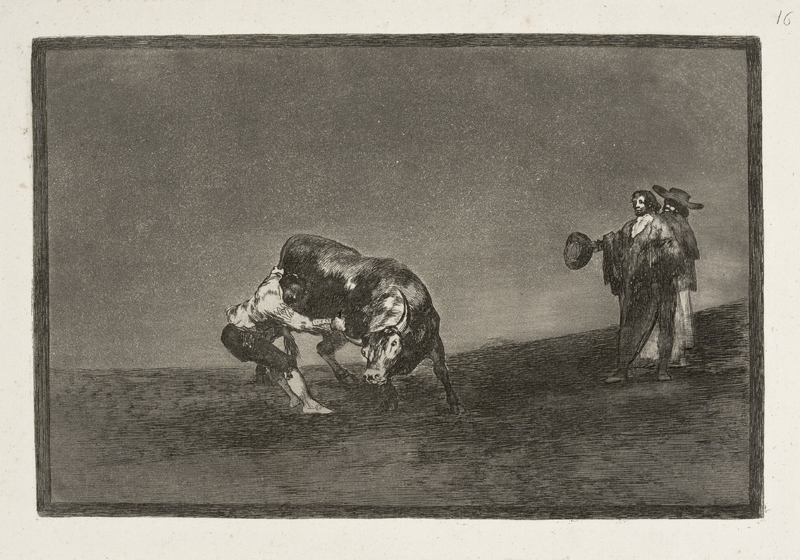
Goya le célèbre Martincho faisant tourner un taureau.

Antonio Ebassun, dit Martincho né à Farasdués, dans la commune d'Ejea de los Caballeros (province de Saragosse) est un matador espagnol dont on sait peu de choses. Il est surtout connu au travers des gravures de Goya. Il apparaît notamment dans la planche 15 de La Tauromaquia de Francisco de Goya intitulée El famoso Martincho poniendo banderillas al quiebro (1816),  ainsi que dans le célèbre Martincho faisant tourner un taureau.

## Présentation
Son père était cordonnier. Les historiens de la tauromachie pensent que son apodo est un diminutif basque du prénom de son père (Martín). Lui-même a été cordonnier avec son père avant de se lancer dans la tauromachie. À l'âge de quarante quatre ans, il épouse une fille de vingt ans dont il a quatre enfants.

## Carrière
Sa spécialité est d'affronter les taureaux avec des fers aux pieds. Il passe pour avoir affiné le travail à la cape, et pour avoir inventé la « navarraise » qui, à peine modifiée, est devenue la moderne chicuelina. C'est une sorte de véronique dans laquelle le matador tourne sur lui-même et que l'on appelle aussi chicuelina antigua.
Goya a représenté de nombreuses prouesses de Martincho : juché sur une table, avec les fers aux pieds, s'apprêtant à sauter par-dessus le taureau, ainsi que sa mise à mort, toujours les fers aux pieds et assis sur une chaise.
Il était chef de cuadrilla en 1747 à Pampelune, il est souvent aux cartels de Madrid entre 1750 et 1760. Entre 1747 et 1760, il fréquente les arènes de Saragosse, Pampelune, et Madrid.

## Confusion
Il existe un autre Martincho avec lequel on confond souvent Antonio Ebassun : Martín Barcaiztegui, torero basque né à Oyarzun en 1740, mort à Deva en 1800 et dont l'activité ne semble pas avoir passé les limites du pays basque espagnol. Cet autre Martín aurait aussi servi de modèle à Goya. Mais il paraît plus vraisemblable que le vrai modèle de Goya ait été Martincho.